# 國際元
国际元（英語：international dollar），又称吉尔里-哈米斯元（Geary-Khamis dollar），在特定时间与美元有相同购买力的假设通货单位。1990年或2000年常用作基准，与其他年份作比较。国际元由罗伊·C·吉尔里于1958年提出，萨利姆·汉纳·哈米斯于1970－1972年发展而成。
国际元建基于通货购买力平价（PPP）与日常用品国际平均价格的双生概念。1國際元在相應國家能買到的東西，與1美元在美國能買到的東西相同。国际元和国际汇率皆可用作比较各国人均国内生产总值。不过在比较各地生活水平时，国际元比国际汇率更准确。